# انتخاب‌های سخت (فیلم)
«انتخاب‌های سخت» (انگلیسی: Hard Choices (film)) یک فیلم است که در سال ۱۹۸۵ منتشر شد.